# Масалов, Анатолий Семёнович
Анатолий Семёнович Масалов (1926 — ноябрь 1942) — юный герой-пионер Великой Отечественной войны, партизан, зверски замучен и убит в ноябре 1942 года.  

## Биография
Родился в 1926 году в городе Новороссийске. В 1941 году успел завершить обучение в седьмом классе 62-й Новороссийской школы. В июне 1941 года он стал обучаться в железнодорожное училище №33. Очень быстро овладел токарным мастерством и начал работу на вагоноремонтном заводе. В первые месяцы войны 15-летний паренек днём работал наравне со взрослыми на заводе, а ночью дежурил на крышах домов с членами отряда местной противовоздушной обороны.
В начале сентября 1942 года немцы очень близко подошли к Новороссийску. Анатолий вместе с отцом участвовал в оборонительных боях отрядов народного ополчения. Он вступал в бои с немцами на улицах родного города, помогал раненным советским солдатам переходить к причалу рыбного завода, откуда катерами их увозили в Кабардинку и Геленджик.
Вся семья эвакуировалась, в Новороссийске остались отец Семён Иванович и его сын Толя Масалов, которого он вместе с юным Женей Мольским взял в горы, в отряд партизан. Анатолий Масалов участвовал во многих операциях и диверсиях. Он был связным. Каждый день ему приходилось доставлять в партизанские отряды, воинские части продукты, листовки и партизанскую газету «Новороссийский партизан», которую редактировал его отец.
В первых числах ноября 1942 года Толя Масалов был направлен в разведку, из которой он не вернулся. Уже после освобождения Новороссийска, партизаны обнаружили, что юный герой был зверски убит немецкими палачами. Он подвергся жёстким пыткам, но выдержал и молчал. Ничего не добившись, его забили насмерть. Анатолий в возрасте шестнадцати лет погиб как герой.
За мужество и отвагу, проявленные в борьбе с немецко-фашистскими захватчиками в период Великой Отечественной войны Масалов Анатолий Семёнович был посмертно награждён медалями «За отвагу» и «За оборону Кавказа».

## Награды
За боевые заслуги был награждён:
- Медаль За отвагу
- Медаль За оборону Кавказа

## Память
- Улица Параллельная 12 июня 1965 года решением горисполкома была переименована в улицу имени комсомольца Анатолия Масалова.